# Elisabeth Lorenz
Elisabeth Lorenz (* 20. April 1904 in Stettin; † 26. Oktober 1996 in Berlin) war eine deutsche Politikerin (SPD).
Elisabeth Lorenz besuchte eine Handelsschule und machte eine Lehre als Buchhalterin. Bis 1941 arbeitete sie als kaufmännische Angestellte, bis sie im Geschäft ihres Ehemanns tätig wurde. Nach dem Zweiten Weltkrieg trat sie 1946 in die SPD ein. Bei der Berliner Wahl 1954 wurde Lorenz in das Abgeordnetenhaus von Berlin gewählt, 1958 schied sie aus dem Parlament aus.